# Eloise Marais
Pour les articles homonymes, voir Marais (patronyme).
Eloise Ann Marais est une chimiste sud-africaine professeur à l'University College de Londres. Elle dirige le groupe Composition atmosphérique et qualité de l'air de l'UCL, qui développe des modèles complexes pour comprendre l'influence humaine sur la qualité de l'air.

## Biographie

### Jeunesse et éducation
Marais est originaire d'Afrique du Sud. Elle étudie la chimie et la chimie appliquée à l'université du KwaZulu-Natal pour son diplôme de premier cycle, avant de passer à l'université Rhodes pour une maîtrise en chimie physique et analytique. Elle reçoit un prix international Fulbright Science et Technologie et obtient son doctorat à l'université Harvard, avec une thèse intitulée « Non-methane volatile organic compounds in Africa: a view from space ». Ses recherches doctorales utilisent des observations par satellite et des modèles de transport chimique pour quantifier les émissions de précurseurs de polluants atmosphériques de composés organiques volatils à travers l’Afrique. Marais passe deux ans à Harvard en tant que chercheuse postdoctorale. Elle rejoint l'Université de Birmingham en 2016, où elle développe des outils de surveillance de l'air en milieu urbain, et crée le groupe de recherche sur la composition atmosphérique et la qualité de l'air.

### Recherche et carrière
En 2018, Marais rejoint Leicester en tant que professeur associée. Elle passe deux ans à Leicester avant de rejoindre l'University College de Londres, où elle étudie l'impact des émissions de combustibles fossiles sur la santé humaine. Ses recherches montrent que les émissions de combustibles fossiles sont responsables de 18 % des décès dans le monde en 2018, et que les régions où les concentrations de combustibles fossiles dans l’air sont les plus élevées présentent les taux de mortalité les plus élevés. 
Marais reçoit une subvention du Conseil européen de la recherche pour comprendre la haute troposphère, sous-étudiée, à l'aide de données multimodales. Il existe des incertitudes quant à la composition de la haute troposphère et une compréhension limitée de la manière dont elle influence le climat et la qualité de l’air. Elle étudie l’impact du tourisme spatial sur le climat. Elle mène une simulation de 10 ans pour comprendre comment les émissions des fusées se comparent aux sources traditionnelles de dioxyde de carbone, découvrant que le tourisme spatial compromet les efforts environnementaux sur la planète Terre. Ses recherches montrent qu'un lancement de SpaceX émet cent fois plus de dioxyde de carbone qu'un vol transatlantique traditionnel,, et que ces polluants peuvent détruire l'ozone s'ils sont injectés dans la couche d'ozone stratosphérique,. Elle montre que cela peut persister pendant deux ans ou plus. 
Marais mène actuellement des projets visant à mesurer l'atmosphère au-dessus du centre de Londres, à développer des inventaires et à dériver de nouveaux ensembles de données à partir d'observations par satellite. Elle travaille comme chercheuse en résidence au Connected Places Catapult (en), où elle développe des outils pour mieux comprendre l'environnement urbain. Elle utilise la spectroscopie d'absorption optique différentielle (en) multiaxe pour évaluer la présence de dioxyde d'azote et de formaldéhyde. Marias reçoit le soutien du Département de l'Environnement, de l'Alimentation et des Affaires rurales pour comprendre la pollution de l'air au-dessus de Leicester. En 2024, elle est promue professeur à l'University College de Londres.

## Publications (sélection)
- (en) Karn Vohra, Alina Vodonos, Joel Schwartz, Eloise Marais, Melissa P Sulprizio et Loretta J. Mickley, « Global mortality from outdoor fine particle pollution generated by fossil fuel combustion: Results from GEOS-Chem », Environmental Research, Elsevier, vol. 195,‎ avril 2021, p. 110754 (ISSN 0013-9351 et 1096-0953, DOI 10.1016/J.ENVRES.2021.110754).
- (en) Hannah M. Horowitz, Daniel J. Jacob, Yanxu Zhang, Theodore S. Dibble, Franz Slemr, Helen M. Amos, Johan A. Schmidt, Elizabeth S. Corbitt, Eloïse A. Marais et Elsie M. Sunderland, « A new mechanism for atmospheric mercury redox chemistry: Implications for the global mercury budget », Atmospheric Chemistry and Physics Discussions, Copernicus (d),‎ 17 janvier 2017, p. 1-33 (ISSN 1680-7375, DOI 10.5194/ACP-2016-1165).
- (en) Qiaoqiao Wang, Daniel J. Jacob, J. Ryan Spackman, Anne E. Perring, Joshua P. Schwarz, Nobuhiro Moteki, Eloïse A. Marais, Cui Ge, Jun Wang et Steven R. H. Barrett, « Global budget and radiative forcing of black carbon aerosol: Constraints from pole-to-pole (HIPPO) observations across the Pacific », Journal of Geophysical Research: Atmospheres, Wiley-Blackwell, vol. 119, no 1,‎ 14 janvier 2014, p. 195-206 (ISSN 2169-897X et 2169-8996, DOI 10.1002/2013JD020824).